# 私市駅
私市駅（きさいちえき）は、大阪府交野市私市山手三丁目にある、京阪電気鉄道交野線の駅。交野線の終着駅である。駅番号はKH67。難読駅名の一つである。

## 歴史
- 1929年（昭和4年）7月10日：信貴生駒電鉄枚方線の終着駅として開業。
- 1939年（昭和14年）5月1日：路線譲渡により交野電気鉄道の駅となる。
- 1945年（昭和20年）5月1日：会社合併により京阪神急行電鉄の駅となる。
- 1949年（昭和24年）12月1日：会社分離により京阪電気鉄道の駅となる。
- 1979年（昭和54年）10月13日：新駅舎完成、使用開始[2]。
- 1992年（平成4年）9月12日：当駅から河内森駅の先の森信号所まで複線化[3]。併せて駅舎改築[3]、ホーム屋根延伸される[4]。
- 2002年（平成14年）9月20日：第3回「近畿の駅百選」に認定される。

## 駅構造

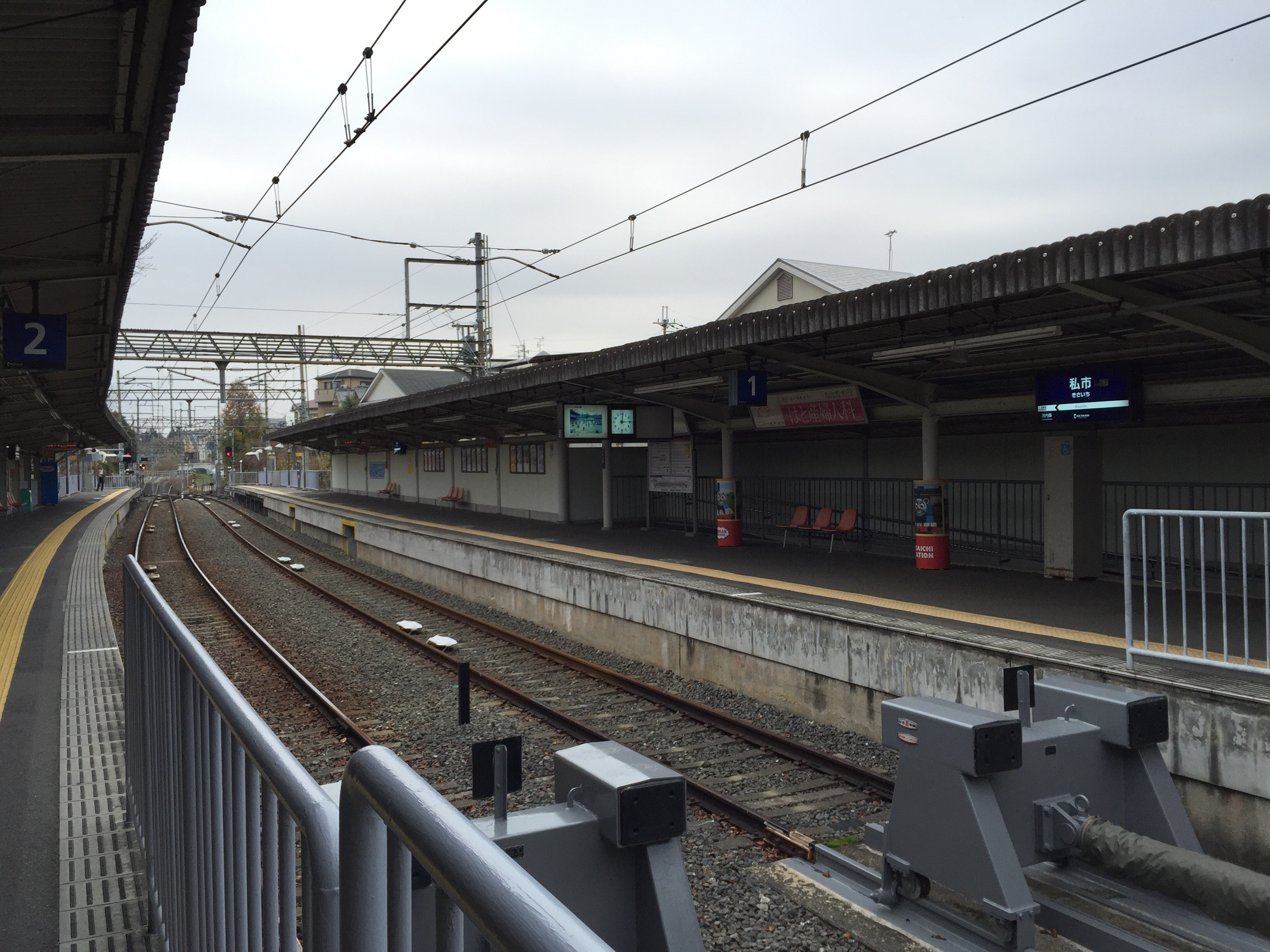
ホーム（2014年12月）

相対式ホーム2面2線を有する地上駅で、三角屋根の駅舎が特徴である。
駅舎は車止め側にある。改札口は1か所のみ。車椅子対応スロープが設置されている。トイレは2番線ホーム上にある。
当駅から南へ生駒方面まで延長（生駒で現在の近鉄生駒線に接続）する計画があったため、駅構造や駅前の地割にその痕跡が残っている。

### のりば
| 番線 | 路線    | 行先       |
| ---- | ------- | ---------- |
| 1・2 | ■交野線 | 枚方市方面 |

付記事項
- 当駅からの列車は交野線内のみの運行である。京阪本線と大阪・京都市内に向かう場合は終点の枚方市駅で乗り換える必要がある。
- ホーム有効長は5両編成分で、平日ダイヤの一部列車が1番線からの発車となる以外はすべて2番線から発車する。
- 発車メロディの導入駅。かつて平日朝に設定されていたK特急の発車時には、普通列車とは異なるメロディが使用されていた。

## 利用状況
- 2023年（令和5年）度のある特定日における1日の乗降人員は2,449人である。
- 京阪線系統では最も乗降人員の少ない駅である。

| 年度   | 特定日   | 特定日   | 出典        |
| 年度   | 乗降人員 | 乗車人員 | 出典        |
| ------ | -------- | -------- | ----------- |
| 2000年 | 2,884    | 1,459    | [ 統計 1 ]  |
| 2001年 | -        | -        |             |
| 2002年 | 2,491    | 1,280    | [ 統計 2 ]  |
| 2003年 | 2,844    | 1,445    | [ 統計 3 ]  |
| 2004年 | 2,932    | 1,469    | [ 統計 4 ]  |
| 2005年 | 3,126    | 1,561    | [ 統計 5 ]  |
| 2006年 | 2,902    | 1,462    | [ 統計 6 ]  |
| 2007年 | 2,977    | 1,534    | [ 統計 7 ]  |
| 2008年 | 3,268    | 1,581    | [ 統計 8 ]  |
| 2009年 | 3,243    | 1,556    | [ 統計 9 ]  |
| 2010年 | 2,975    | 1,584    | [ 統計 10 ] |
| 2011年 | 2,704    | 1,381    | [ 統計 11 ] |
| 2012年 | 2,603    | 1,324    | [ 統計 12 ] |
| 2013年 | 2,970    | 1,510    | [ 統計 13 ] |
| 2014年 | 3,016    | 1,497    | [ 統計 14 ] |
| 2015年 | 2,976    | 1,491    | [ 統計 15 ] |
| 2016年 | 2,523    | 1,289    | [ 統計 16 ] |
| 2017年 | 2,603    | 1,324    | [ 統計 17 ] |
| 2018年 | 2,669    | 1,376    | [ 統計 18 ] |
| 2019年 | 3,121    | 1,622    | [ 統計 19 ] |
| 2020年 | 2,530    | 1,291    | [ 統計 20 ] |
| 2021年 | 2,126    | 1,096    | [ 統計 21 ] |
| 2022年 | 2,352    | 1,203    | [ 統計 22 ] |
| 2023年 | 2,449    | 1,239    | [ 統計 23 ] |

## 駅周辺
当駅は北側を流れる土生川と南側を流れる尺治川の間にある。この2つの川は駅の南西側で天野川と合流する。駅付近は住宅街となっているが、その南側と東側には山がそびえる。駅から西へ進むと植物園や総合病院（星田南病院）に、南へ進むと小学校やほしだの森（大阪府民の森）に、東へ進むと獅子窟寺やくろんどの森（大阪府民の森）に至る。駅南側、ほしだの森（大阪府民の森）方面は同園のアクセスマップを参照。
- 大阪公立大学附属植物園
- 交野市立私市小学校
- 星の里いわふね（交野市立いわふね自然の森スポーツ文化センター）
- 私市水辺プラザ
- 大阪陸軍造兵廠・枚方製造所第五製造所地下疎開工場跡 - 「私市地下トンネル群」とも呼ばれる[7]。
- 国道168号

## バス路線
2023年12月時点では当駅および付近を経由する路線バス・コミュニティバスの各路線は設定されていない。なお、2023年9月3日までは国道168号沿いに京阪バスの「京阪私市」停留所があり、18号経路（田原線）が経由していたが、同年9月9日に実施したダイヤ改正で路線そのものが廃止となった。
過去には田原地区を経由して大和田駅（京阪）へ向かう京阪バスの路線（田原線）と東生駒駅（近鉄）へ向かう奈良交通の路線（私市線）があったが、こちらはそれよりも前に廃線となっている。

## 七夕伝説

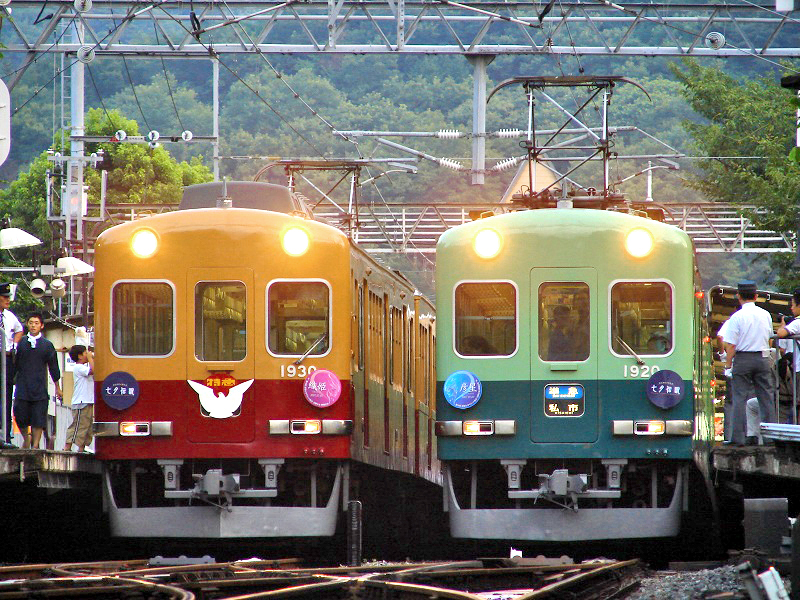
「ひらかた☆かたの 七夕伝説」というイベントで並ぶ京阪1900系

2003年秋のダイヤ改正から、京阪本線との直通列車が運転されるようになり、平日朝にK特急「おりひめ」・平日夕方に準急「ひこぼし」という七夕伝説にあやかった愛称がつけられた。通常は同一の時間帯に運転されない両列車だが、2004年から2006年までは毎年7月7日の夕方に私市発天満橋行きの臨時K特急「おりひめ」を運行し、午後7時過ぎに一夜だけ両列車が当駅に並ぶ「ひらかた☆かたの 七夕伝説」というイベントが実施された。なお、2007年の7月7日は4年目で初の土休日ダイヤ適用日になったため、両列車ともに運転されずヘッドマークを掲げた状態で長時間展示される編成とヘッドマークを掲出した線内列車が並ぶ形となり、そのため回数は複数回に及んだ。なお、2008年は普通列車に「おりひめ」のヘッドマークを装着させ、準急「ひこぼし」と並ぶ形態をとった。
2008年秋のダイヤ改正からは、「おりひめ」は中之島線中之島行の通勤快急に変更され、「ひこぼし」は中之島線中之島発の快速急行に変更された。
2009年以降は、2008年のダイヤ改定により「ひこぼし」の運転時間帯が夕ラッシュから深夜に変更され、夕刻でのイベントが開催不可能になったことから、2007年の時と同じように交野線普通列車にヘッドマークを掲出して七夕イベントを開催することになった。しかし、2011年以降は開催されていない。
しかしながらその「おりひめ」「ひこぼし」は、2013年3月16日に実施された京阪線系統の一部ダイヤ変更で廃止され、設定以来9年半の歴史に幕を降ろした。

## 隣の駅
京阪電気鉄道
交野線
河内森駅 (KH66) - 私市駅 (KH67)
- 括弧内は駅番号を示す。

#### 本文中の出典
1. ↑  “移動等円滑化取組報告書（鉄道駅）”.   京阪電気鉄道. 2025年3月8日閲覧。
2. ↑  京阪電気鉄道開業100周年記念誌「京阪百年のあゆみ」（2011年3月24日刊）資料編144頁
3. 1 2  “交野線河内森 - 私市間の複線化 今日から使用開始 京阪電鉄”. 交通新聞 (交通新聞社):  p. 1. (1992年9月12日)
4. ↑  京阪広報誌「くらしの中の京阪」1992年10月号[出典無効] / 京阪電気鉄道開業90周年記念誌『街をつなぐ、心を結ぶ』106‐107頁「交野線全線複線化が完成」
5. ↑  “私市駅|駅構内図” (PDF).   京阪電気鉄道. 2022年9月19日閲覧。
6. ↑  “ほしだ園地 アクセスマップ” (PDF). 大阪府民の森.   なるかわ園地管理事務所. 2023年9月3日時点のオリジナルよりアーカイブ。2023年12月9日閲覧。
7. ↑  “交野の戦争遺跡”.   交野市教職員組合. 2023年1月7日時点のオリジナルよりアーカイブ。2023年12月9日閲覧。
8. ↑  京阪バス交野営業所. “京阪バス 2023年9月9日(土)ダイヤ改正等について” (PDF). 2023年9月9日（土曜日）洛南・交野 2営業所において、ダイヤ改正を実施いたします。.   京阪バス. 2023年8月21日時点のオリジナルよりアーカイブ。2023年12月9日閲覧。
9. ↑  “私市駅「おりひめ」「ひこぼし」の出逢い”.   京阪電気鉄道. 2009年6月27日時点のオリジナルよりアーカイブ。2023年4月22日閲覧。
10. ↑  “京阪線、大津線で七夕ムードを盛り上げます！” (PDF).   京阪電気鉄道 (2011年6月22日). 2020年2月21日時点のオリジナルよりアーカイブ。2023年4月22日閲覧。
11. ↑  “淀駅付近立体交差化事業の 淀駅付近立体交差化事業の進捗に伴い 3月16日（土）初発から京阪線のダイヤを一部変更します” (PDF).   京阪電気鉄道 (2013年1月17日). 2023年4月5日時点のオリジナルよりアーカイブ。2023年4月22日閲覧。

#### 利用状況の出典
1. ↑  大阪府統計年鑑（平成13年） (PDF)
2. ↑  大阪府統計年鑑（平成15年） (PDF)
3. ↑  大阪府統計年鑑（平成16年） (PDF)
4. ↑  大阪府統計年鑑（平成17年） (PDF)
5. ↑  大阪府統計年鑑（平成18年） (PDF)
6. ↑  大阪府統計年鑑（平成19年） (PDF)
7. ↑  大阪府統計年鑑（平成20年） (PDF)
8. ↑  大阪府統計年鑑（平成21年） (PDF)
9. ↑  大阪府統計年鑑（平成22年） (PDF)
10. ↑  大阪府統計年鑑（平成23年） (PDF)
11. ↑  大阪府統計年鑑（平成24年） (PDF)
12. ↑  大阪府統計年鑑（平成25年） (PDF)
13. ↑  大阪府統計年鑑（平成26年） (PDF)
14. ↑  大阪府統計年鑑（平成27年） (PDF)
15. ↑  大阪府統計年鑑（平成28年） (PDF)
16. ↑  大阪府統計年鑑（平成29年） (PDF)
17. ↑  大阪府統計年鑑（平成30年） (PDF)
18. ↑  大阪府統計年鑑（令和元年） (PDF)
19. ↑  大阪府統計年鑑（令和2年） (PDF)
20. ↑  大阪府統計年鑑（令和3年） (PDF)
21. ↑  大阪府統計年鑑（令和4年） (PDF)
22. ↑  大阪府統計年鑑（令和5年） (PDF)
23. ↑  大阪府統計年鑑（令和6年） (PDF)